# سی‌پورت ایرلاینز
سی‌پورت ایرلاینز (به انگلیسی: SeaPort Airlines) یک شرکت هواپیمایی با کد یاتا K5 است. دفتر مرکزی سی‌پورت ایرلاینز در فرودگاه بین‌المللی پورتلند واقع شده‌است و به ۲۲ مقصد، پرواز انجام می‌دهد.